# Zmarli w kwietniu 2022

## Kwiecień 2022
- 30 kwietnia
  - Marek Goliszewski – polski działacz gospodarczy, dziennikarz i ekonomista, prezes Business Centre Club[1]
  - Naomi Judd – amerykańska piosenkarka country[2]
  - Abul Maal Abdul Muhith – bengalski ekonomista i polityk, minister finansów (2009–2019)[3]
  - Ljubow Panczenko – ukraińska malarka[4]
  - Mino Raiola – holendersko-włoski agent piłkarski[5]
  - Gabe Serbian – amerykański perkusista i gitarzysta, członek zespołu The Locust[6]
  - Andriej Simonow – rosyjski generał major, uczestnik rosyjskiej inwazji na Ukrainę w 2022 roku[7]
  - Andrzej Wielkiewicz – polski funkcjonariusz Straży Pożarnej, kawaler orderów[8]
- 29 kwietnia
  - Joanna Barnes – amerykańska aktorka[9]
  - Allen Blairman – amerykański perkusista jazzowy[10]
  - Ahmad Rithauddeen Ismail – malezyjski polityk, minister informacji, obrony oraz spraw zagranicznych[11]
  - Joanna Król-Trąbka – polska urzędniczka samorządowa, radna sejmiku wielkopolskiego (2018–2022)[12]
  - Martin Kruse – niemiecki duchowny i teolog ewangelicki, biskup diecezji Berlin (1977–1994)[13]
  - Shahzada Mohiuddin – pakistański polityk, parlamentarzysta, minister podatków (1990)[14]
  - Michał Pruski – polski dziennikarz, pisarz i scenarzysta[15][16]
- 28 kwietnia
  - Neal Adams – amerykański twórca komiksów, rysownik, scenarzysta, redaktor i wydawca[17]
  - Juan Diego – hiszpański aktor[18]
  - Jean-Claude Fruteau – francuski polityk i samorządowiec z Reunion, deputowany krajowy i europejski[19]
  - Harold Livingston – amerykański scenarzysta i nowelista[20]
  - Fernando Sáenz Lacalle – hiszpański duchowny rzymskokatolicki, biskup pomocniczy Santa Ana (1984–1995), arcybiskup San Salvador (1995–2008)[21]
  - Zoran Sretenović – serbski koszykarz, trener[22]
  - Teresa Węgrzynowicz – polska muzealniczka i archeolog, dr hab.[23][24]
- 27 kwietnia
  - Carlos Amigo Vallejo – hiszpański duchowny rzymskokatolicki, arcybiskup Tangeru (1974–1982) i Sewilli (1982–2009), kardynał[25]
  - Carlos García Cambón – argentyński piłkarz[26]
  - Dušan Čkrebić – jugosłowiański polityk i inżynier, przewodniczący Rady Wykonawczej (premier) Socjalistycznej Republika Serbii (1974–1978) przewodniczący Związku Komunistów Serbii (1982–1984), przewodniczący Prezydium SR Serbii (1984–1986)[27]
  - Liao Guoxun – chiński polityk i działacz komunistyczny, burmistrz Tiencin (2020–2022)[28]
  - Judy Henske – amerykańska piosenkarka[29]
  - Stefan Kowalski – polski chemik, profesor nauk technicznych, członek korespondent Polskiej Akademii Nauk[30]
  - Jossara Jinaro – brazylijska aktorka[31]
  - Nikołaj Leonow – rosyjski polityk, dyplomata i oficer KGB[32]
  - Adam Lepa – polski duchowny katolicki, biskup pomocniczy łódzki w latach 1988–2014[33]
  - Bernard Pons – francuski polityk i lekarz, deputowany krajowy i europejski, minister (1986–1988, 1995–1997)[34]
  - Jerzy „Szela” Stankiewicz – polski muzyk i wokalista bluesowy, członek zespołu Teksasy[35][36]
  - Kenneth Tsang – hongkoński aktor[37]
- 26 kwietnia
  - Assunta Almirante – włoska polityk, działaczka Włoskiego Ruchu Społecznego i żona Giorgio Almirante[38]
  - Jadwiga Chruściel – polska działaczka harcerska, autorka podręczników z zakresu wychowania harcerskiego, uczestnik powstania warszawskiego[39]
  - Julie Daraîche – kanadyjska piosenkarka[40]
  - Daniel Dolan – amerykański duchowny sedewakantystyczny, biskup związany z FSSPX i FSSPV[41]
  - Robert Krakoff – amerykański przedsiębiorca, współzałożyciel i prezes przedsiębiorstwa Razer[42]
  - Ica Novo – argentyński piosenkarz i kompozytor[43]
  - İsmail Ogan – turecki zapaśnik, mistrz (1964) i wicemistrz (1960) olimpijski[44]
  - Randy Rand – amerykański basista, członek zespołu Autograph[45]
  - Sergio Camillo Segre – włoski polityk i dziennikarz, deputowany krajowy i europejski[46]
  - Klaus Schulze – niemiecki klawiszowiec muzyki elektronicznej, członek zespołów Tangerine Dream, Ash Ra Tempel oraz The Cosmic Jokers[47]
- 25 kwietnia
  - Hosejn Ebrahimijan – irański zapaśnik[48]
  - Mohammad-Ali Eslami Nodooshan – irański poeta, tłumacz i krytyk literacki[49]
  - Suzana Faini – brazylijska aktorka[50]
  - Zygmunt Głuszek – polski dziennikarz i działacz sportowy, uczestnik powstania warszawskiego[51][52]
  - Alabo Graham-Douglas – nigeryjski polityk, minister rozwoju społecznego, młodzieży i sportu (1989–1990), lotnictwa (1990–1992), pracy (1999–2000) oraz kultury (2000–2001)[53]
  - Susan Jacks – kanadyjska piosenkarka[54]
  - Kostas Karapatis – grecki piłkarz i trener[55]
  - Jan Mizerski – polsko-szwedzki architekt, uczestnik powstania warszawskiego[56]
  - Salvatore Pica – włoski pisarz, projektant przemysłowy i mecenas sztuki[57]
  - Rha Woong-bae – południowokoreański ekonomista i przedsiębiorca, minister transportu i finansów, wicepremier[58]
  - J. Roy Rowland – amerykański polityk i lekarz, członek Izby Reprezentantów (1983–1995)[59]
  - Wojciech Sala – polski samorządowiec i działacz NSZZ „Solidarność”, burmistrz Chrzanowa (1990–1991)[60]
  - Ursula Lehr – niemiecka psycholog, gerontolog, nauczyciel akademicki, polityk, minister ds. młodzieży, rodziny, kobiet i zdrowia (1988–1991)[61]
  - Jan Ślęk – polski dyrygent i działacz kulturalny, Honorowy Obywatel Miasta i Gminy Ostrzeszów[62]
  - Henny Vrienten – holenderski muzyk i kompozytor[63][64]
  - Mirosław Wróblewski – polski działacz sportowy[65]
  - Shane Yellowbird – kanadyjski piosenkarz country[66]
  - Andrzej Żarnoch – polski projektant statków[67][68]
- 24 kwietnia
  - Franciszek Adamiak – polski lekarz weterynarii i działacz polityczny, wojewoda łomżyński (1990–1991)[69]
  - Feliks Kiryk – polski historyk mediewista, profesor Uniwersytetu Pedagogicznego im. Komisji Edukacji Narodowej w Krakowie, rektor tej uczelni (1993–1999)[70]
  - Denis Kiwanuka Lote – ugandyjski duchowny rzymskokatolicki, biskup Kotido (1991–2007), arcybiskup Tororo (2007–2014)[71]
  - Josep Massot – hiszpański historyk i mnich[72]
  - Maciej Mączyński – polski matematyk, prof. zw. dr hab.[73]
  - Binapani Mohanty – indyjska pisarka[74]
  - Jacques Poustis – francuski piosenkarz i autor tekstów, aktor, pisarz, ilustrator, klaun[75]
  - Maria Szpringer-Nodzak – polski stomatolog, prof. dr hab. n. med.[76]
  - Gerhard Track – austriacki dyrygent i kompozytor[77]
  - Andrew Woolfolk – amerykański saksofonista[78]
- 23 kwietnia
  - Arno – belgijski piosenkarz i aktor[79]
  - Carmelo Borobia – hiszpański duchowny rzymskokatolicki, biskup pomocniczy Saragossy (1990–1996) i Toledo (2004–2010), biskup Tarazony (1996–2004)[80]
  - Orrin Hatch – amerykański polityk, senator, przewodniczący pro tempore Senatu (2015–2019)[81]
  - Jerzy Kita – polski specjalista w zakresie weterynarii, prof. dr hab.[82]
  - Milenko Kovačević – serbski piłkarz[83]
  - Tadeusz Rzemykowski – polski polityk i ekonomista, wicemarszałek Senatu (1997–2001)[84]
  - Barbara Sansoni – lankijska artystka, projektantka i pisarka[85]
  - Czesław Tarczyński – polski malarz, działacz środowiska artystycznego i urzędnik samorządowy[86]
  - Dawie de Villiers – południowoafrykański rugbysta, reprezentant kraju[87]
- 22 kwietnia
  - Stefan Angielski – polski lekarz, prof. dr hab., członek rzeczywisty Polskiej Akademii Nauk[88]
  - Guy Lafleur – kanadyjski hokeista[89]
  - Emanuel Włodzimierz Łopatto – polski działacz kombatancki i emigracyjny pochodzenia karaimskiego, działacz podziemia niepodległościowego w czasie II wojny światowej[90][91]
  - Witold Orzechowski – polski reżyser filmowy i telewizyjny, scenarzysta filmowy[92]
  - Ted Prappas – amerykański kierowca wyścigowy[93]
  - Jan Rot – holenderski piosenkarz i kompozytor[94]
  - Stefan (Korzun) – arcybiskup piński i łuniniecki Rosyjskiego Kościoła Prawosławnego[95]
  - Ryszard Szadkowski – polski nauczyciel i samorządowiec, działacz opozycyjny w PRL, burmistrz Milanówka[96]
  - Pedrie Wannenburg – południowoafrykański rugbysta, reprezentant kraju[97]
  - Maria Lucyna Zaremba – polski mikrobiolog, prof. dr hab.[98]
  - Wiktor Zwiahincew – ukraiński piłkarz[99]
  - Swetlozar Żekow – bułgarski pisarz[100]
- 21 kwietnia
  - Cynthia Albritton – amerykańska artystka wizualna[101]
  - Renate Holm – niemiecko-austriacka aktorka i śpiewaczka operowa[102]
  - Mwai Kibaki – kenijski polityk, prezydent Kenii (2002–2013)[103]
  - Robert Manthulis – grecki reżyser i scenarzysta filmowy[104]
  - Iván Markó – węgierski tancerz i choreograf[105]
  - Jacques Perrin – francuski aktor, producent filmowy, scenarzysta i reżyser[106]
  - Zenon Przybylak – polski pilot, uczestnik II wojny światowej, kawlaer orderów[107][108]
  - Andrzej Siezieniewski – polski dziennikarz radiowy, prezes Polskiego Radia[109]
- 20 kwietnia
  - Hilda Bernard – argentyńska aktorka[110]
  - Gloria Gervitz – meksykańska poetka[111]
  - Jan Janiszewski – polski dyplomata i działacz partyjny, ambasador w Argentynie (1984–1988) i na Kubie (1997–2001)[112]
  - Guitar Shorty – amerykański gitarzysta bluesowy, piosenkarz, autor piosenek[113]
  - Steven Heighton – kanadyjski poeta i pisarz[114]
  - Antonín Kachlík – czeski reżyser i scenarzysta filmowy[115]
  - Javier Lozano Barragán – meksykański duchowny katolicki, kardynał[116]
  - Robert Morse – amerykański aktor[117]
  - Erwina Ryś-Ferens – polska panczenistka, medalistka mistrzostw świata, czterokrotna olimpijka (1976, 1980, 1984, 1988)[118]
  - Vicki Thorn – amerykańska działaczka społeczna, założycielka „Projektu Rachel”[119]
- 19 kwietnia
  - Ludovica Bargellini – włoska aktorka[120]
  - Paddy Flanagan – irlandzki piłkarz[121]
  - Marianne Garcia – francuska aktorka[122]
  - Rolando Hinojosa-Smith – amerykański pisarz i poeta, literaturoznawca[123]
  - Carlos Lucas – chilijski pięściarz, medalista olimpijski[124]
  - Anita Martínez – peruwiańska aktorka[125]
  - Lorenzo Mondo – włoski dziennikarz, pisarz i krytyk literacki[126]
  - Sandra Pisani – australijska hokeistka, mistrzyni olimpijska[127]
  - Leszek Rosowski-Reński – polski zawodnik i trener strzelectwa[128]
  - Kane Tanaka – japońska superstulatka, najstarsza zweryfikowana osoba na świecie[129]
- 18 kwietnia
  - Lidija Ałfiejewa – ukraińska lekkoatletka, skoczkini w dal[130]
  - Nicholas Angelich – amerykański pianista[131]
  - Harrison Birtwistle – brytyjski kompozytor muzyki poważnej[132]
  - José Luís Cortés – kubański flecista jazzowy, bandleader[133]
  - Valerio Evangelisti – włoski pisarz[134]
  - Graham Fyfe – szkocki piłkarz[135]
  - Andrzej Korzyński – polski kompozytor, aranżer i pianista, członek Polskiej Akademii Filmowej[136]
  - Janusz Mamelski – polski poeta i prozaik, nauczyciel języka kaszubskiego[137][138]
  - Janusz Morkowski – polski fizyk, prof. dr hab.[139]
  - Hermann Nitsch – austriacki artysta eksperymentalny, malarz, performer[140]
  - Rein Ratas – estoński polityk, samorządowiec i biolog, parlamentarzysta[141]
  - Piero Scesa – włoski piłkarz[142]
  - Danuta Szlachetko – polska działaczka konspiracji niepodległościowej w czasie II wojny światowej, uczestniczka powstania warszawskiego, dama orderów[143][144]
  - Wiaczesław Trubnikow – rosyjski generał armii, dyrektor Służba Wywiadu Zagranicznego FR (1996–2000), wiceminister spraw zagranicznych (2000–2004), ambasador w Indiach (2004–2009)[145]
- 17 kwietnia
  - DJ Kayslay – amerykański didżej, producent muzyczny[146]
  - Bronisław Drozdz – polski sportowiec i samorządowiec, burmistrz Miasteczka Śląskiego (2006–2010)[147]
  - Zbigniew Hałat – polski lekarz, specjalista epidemiolog, publicysta, działacz społeczny, wiceminister zdrowia oraz główny inspektor sanitarny (1991–1993)[148]
  - Omer Kaleshi – macedoński malarz, pochodzenia albańskiego[149]
  - Radu Lupu – rumuński pianista[150]
  - Remus Mărgineanu – rumuński aktor[151]
  - Janez Matičič – słoweński kompozytor, pianista, pedagog[152][153]
  - Kevin Meats – nowozelandzki rugbysta[154]
  - James Olson – amerykański aktor[155]
  - Gilles Remiche – belgijski reżyser i aktor[156]
  - Eugeniusz Rój – polski lekkoatleta i trener lekkoatletyczny[157]
  - Catherine Spaak – francuska i włoska aktorka i piosenkarka[158]
  - Leon Troniewski – polski inżynier chemik i samorządowiec, prof. dr hab. n. techn.[159]
- 16 kwietnia
  - Margarita Anastasijewa – rosyjska aktorka[160]
  - John Dougherty – amerykański duchowny rzymskokatolicki, biskup pomocniczy Scranton (1995–2009)[161]
- Barbara Kopeć-Umiastowska – polska tłumaczka[162]
  - Klára Kuzmová – słowacka archeolożka[163]
  - Mariano Ortiz – portorykański koszykarz[164]
  - Gloria Sevilla – filipińska aktorka[165]
  - Daniel Simson – polski matematyk, profesor nauk matematycznych[166]
  - Joachim Streich – niemiecki piłkarz[167]
  - Mihail Tchernaev – bułgarski malarz i scenograf tworzący w Niemczech i Polsce[168][169]
  - Halina Winiarska – polska aktorka[170]
- 15 kwietnia
  - Tony Brown – australijski rugbysta[171]
  - Newton Cruz – brazylijski generał i funkcjonariusz służb specjalnych[172]
  - Rachida El Harrak – egipska aktorka[173]
  - Helle Fastrup – duńska aktorka[174]
  - Bernhard Germeshausen – niemiecki bobsleista, mistrz olimpijski (1976, 1980)[175]
  - Severo Hernández – kolumbijski kolarz szosowy[176]
  - Eunice Muñoz – portugalska aktorka[177]
  - Michael O’Kennedy – irlandzki prawnik, polityk, minister kilku resortów, komisarz UE[178]
  - Henry Plumb – brytyjski rolnik, polityk, eurodeputowany (1979–1999), przewodniczący Parlamentu Europejskiego (1987–1989)[179]
  - Vlasta Pospíšilová – czeska reżyserka i autorka filmów animowanych[180]
  - Liz Sheridan – amerykańska aktorka[181]
- 14 kwietnia
  - Roberto Bendini – argentyński generał, szef sztabu armii argentyńskiej (2003–2008)[182]
  - Mike Bossy – kanadyjski hokeista[183]
  - Orlando Julius – nigeryjski saksofonista stylu afrobeat, wokalista, bandleader i autor tekstów piosenek[184]
  - Ilkka Kanerva – fiński polityk, minister spraw zagranicznych (2007–2008), wicepremier (1991)[185]
  - Wojciech Kopczyński – polski fizyk teoretyk, profesor nauk fizycznych[186]
  - Michał – francuski duchowny prawosławny, biskup Ukraińskiego Kościoła Prawosławnego[187]
  - Joseph Pathalil – indyjski duchowny katolicki, biskup[188]
  - Con Sullivan – angielski piłkarz[189]
  - Trygve Thue – norweski gitarzysta[190]
  - Majda Tuszar – macedońska aktorka[191]
  - Waldemar Winkiel – polski działacz ludowy i dziennikarz, poseł na Sejm PRL III kadencji (1961–1965), wiceminister oświaty i szkolnictwa wyższego (1976–1980)[192]
- 13 kwietnia
  - Letizia Battaglia – włoska fotograf i działaczka samorządowa[193]
  - Michel Bouquet – francuski aktor[194]
  - Johanna Ekström – szwedzka pisarka i artystka[195]
  - Wolfgang Fahrian – niemiecki piłkarz, reprezentant kraju[196]
  - Tim Feerick – amerykański muzyk rockowy[197]
  - Maurice Lévy – francuski fizyk, prezes Centre National d’Études Spatiales (1973–1976)[198]
  - Freddy Rincón – kolumbijski piłkarz[199]
- 12 kwietnia
  - Gilbert Gottfried – amerykański aktor, komik[200]
  - Roman Góral – polski prawnik, sędzia Sądu Najwyższego[201]
  - Larisa Horolec – ukraińska aktorka i polityk, minister kultury (1991–1992)[202]
  - Ulrich Irmer – niemiecki polityk i prawnik, poseł do Parlamentu Europejskiego I kadencji (1979–1984) i Bundestagu (1987–2002)[203]
  - Zvonimir Janko – chorwacki matematyk, członek Chorwackiej Akademii Nauk i Sztuk[204]
  - Jorgos Katiforis – grecki ekonomista i prawnik, eurodeputowany IV i V kadencji (1994–2004)[205]
  - Antoni Klajn – polski elektrotechnik, dr hab. inż.[206]
  - Agnieszka Mazurek – polska wokalistka disco polo, członkini zespołu Lider Dance[207][208]
  - Charles McCormick – amerykański piosenkarz[209]
  - Lazo Pajčin – serbski piosenkarz, muzyk i autor tekstów[210]
  - Traian Stănescu – rumuński aktor[211]
- 11 kwietnia
  - Wayne Cooper – amerykański koszykarz[212]
  - Ihor Dybczenko – ukraiński piłkarz[213]
  - Gábor Görgey – węgierski pisarz, poeta, reżyser i scenarzysta, minister kultury (2002–2003)[214]
  - Eduardo Guardia – brazylijski ekonomista, minister finansów (2018–2019)[215]
  - Hans Junkermann – niemiecki kolarz szosowy[216]
  - Charnett Moffett – amerykański gitarzysta jazzowy[217]
  - Giulietta Sacco – włoska piosenkarka[218]
  - Jacek „Budyń” Szymkiewicz – polski muzyk, autor tekstów i piosenek, multiinstrumentalista, członek zespołów Pogodno i Babu Król[219][220]
  - Joaquim Vairinhos – portugalski polityk i nauczyciel, poseł do Parlamentu Europejskiego V kadencji (1999–2004)[221]
- 10 kwietnia
  - Bouke Beumer – holenderski polityk i ekonomista, deputowany krajowy i europejski[222]
  - Philippe Boesmans – belgijski kompozytor[223]
  - Chiara Frugoni – włoska historyczka[224]
  - Eya Guezguez – tunezyjska żeglarka sportowa[225]
  - Hazem Nuseibeh – jordański polityk, minister spraw zagranicznych (1962–1965)[226]
  - Henryk Ratyna – polski działacz konspiracji niepodległościowej w czasie II wojny światowej, kawaler Orderu Virtuti Militari[227][228]
  - Estela Rodríguez – kubańska judoczka[229]
  - Wang Senhao – chiński działacz komunistyczny, gubernator Shanxi (1983–1992)[230]
  - Aleksandr Szkurko – rosyjski historyk i polityk, p.o. ministra kultury (1991–1992), dyrektor Państwowego Muzeum Historycznego w Moskwie (1992–2010)[231]
- 9 kwietnia
  - Stephen Athipozhiyil – indyjski duchowny katolicki, biskup[232]
  - Chris Bailey – australijski muzyk punkrockowy[233]
  - Michael Degen – niemiecko-izraelski aktor[234]
  - Michel Delebarre – francuski geograf, polityk, minister w kilku rządach[235]
  - Lucjan Jaskólski – polski działacz partyjny i państwowy, wiceminister handlu wewnętrznego i usług (1978–1982)[236]
  - Jack Higgins – brytyjski pisarz[237]
  - Bojan Lazarov – serbski aktor teatralny i filmowy[238]
  - Birgit Nordin – szwedzka śpiewaczka operowa[239]
  - Bolesław Smagała – polski działacz partyjny i państwowy, I sekretarz KMiP PZPR w Elblągu (1971–1975), w latach 1986–1990 I sekretarz KW PZPR w Elblągu (1986–1990)[240]
  - Mikołaj Turkowicz – polski nauczyciel i instruktor muzyczny, założyciel i kierownik zespołu Podlaskie Kukułki[241]
- 8 kwietnia
  - Uwe Bohm – niemiecki aktor[242]
  - Con Cluskey – irlandzki piosenkarz, członek trio The Bachelors[243]
  - Henri Depireux – belgijski piłkarz i trener[244]
  - Daniel Dimitrow – bułgarski wokalista rockowy[245]
  - Stelio Fenzo – włoski rysownik i karykaturzysta[246]
  - Feliks Poćwiardowski – polski duchowny rzymskokatolicki, werbista, misjonarz, autor filmów dokumentalnych[247]
  - Peng Ming-min – tajwański polityk i prawnik, działacz opozycji demokratycznej, kandydat w wyborach prezydenckich w 1996[248]
  - Mimi Reinhardt – austriacko-żydowska sekretarka, znana jako sekretarka Oskara Schindlera[249]
- 7 kwietnia
  - Motoo Abiko (Fujiko A. Fujio) – japoński mangaka[250]
  - Dušan Čkrebić – serbski polityk komunistyczny[251]
  - Ludwik Dorn – polski polityk i publicysta, wicepremier i minister spraw wewnętrznych i administracji (2005–2007), marszałek Sejmu RP (2007)[252]
  - Miguel Ángel Estrella – argentyński pianista[253]
  - Helen Golden – holenderska piosenkarka[254]
  - Stanisław Kałdon – polski duchowny i teolog rzymskokatolicki, dominikanin, rekolekcjonista, prof. dr hab.[255]
  - Pedro Marchetta – argentyński piłkarz i trener[256]
  - Emiliano Mascetti – włoski piłkarz[257]
  - Richard Oh – indonezyjski pisarz, reżyser i aktor[258]
  - Halina Stasiak – polska germanistka, dr hab.[259]
  - Hana Truncová – czeska dziennikarka pochodzenia niemieckiego, więźniarka polityczna[260]
  - Barbara Wilgocka-Okoń – polska pedagog i psycholog, prof. dr hab. n. hum.[261]
- 6 kwietnia
  - Rae Allen – amerykańska aktorka[262]
  - Peter Badura – niemiecki prawnik, konstytucjonalista[263]
  - Marian Brudzisz – polski duchowny rzymskokatolicki, redemptorysta i bibliotekarz[264]
  - Reinhilde Decleir – belgijska aktorka[265]
  - Karol Divín – czechosłowacki łyżwiarz, medalista olimpijski (1960)[266]
  - Melvin Hulse – belizeński polityk, minister transportu, komunikacji, gospodarki komunalnej i zarządzania kryzysowego (2008–2012)[267]
  - Zbigniew Gruca – polski chirurg i wykładowca[268][269][270][271]
  - Grzegorz Kalwarczyk – polski duchowny rzymskokatolicki, ksiądz infułat, kanclerz Kurii Metropolitalnej Warszawskiej, publicysta i varsavianista[272]
  - Krystyna Kmieciak-Kołada – polska farmaceutka, dr hab.[273]
  - Anna Marchlewska-Koj – polska endokrynolog, prof. dr hab.[274]
  - David McKee – brytyjski pisarz i ilustrator, twórca literatury dziecięcej[275]
  - Béla Mészáros – serbski tenisista stołowy i trener, węgierskiego pochodzenia[276]
  - Ana Pascu – rumuńska florecistka, medalistka olimpijska[277]
  - Bobby Riddle – amerykański piosenkarz[278]
  - Domingo Romera – hiszpański polityk, kapitan i przedsiębiorca, senator oraz eurodeputowany[279]
  - Dmitrij Sidoruk – ukraiński żołnierz, zawodnik i trener łucznictwa, medalista Invictus Games[280]
  - Tom Smith – szkocki rugbysta[281]
  - Michaił Wasienkow – rosyjski oficer wywiadu i filozof[282]
  - Gerd Zimmermann – niemiecki piłkarz[283]
  - Władimir Żyrinowski – rosyjski polityk, deputowany do Dumy Państwowej[284]
- 5 kwietnia
  - Sidney Altman – kanadyjski biolog molekularny, laureat Nagrody Nobla (1989)[285]
  - Boris Brott – kanadyjski dyrygent, kompozytor, skrzypek[286]
  - Joaquim Carvalho – portugalski piłkarz, reprezentant kraju[287]
  - Graciela Giannettasio – argentyńska polityk, minister edukacji (2002–2003)[288]
  - Jan Jadżyn – polski fizyk, prof. dr hab.[289]
  - Stanisław Kowalski – polski superstulatek i lekkoatleta amator, najstarszy zweryfikowany mężczyzna w historii Polski[290]
  - Dejan Mijač – serbski reżyser[291]
  - Josef Panáček – czechosłowacki strzelec sportowy, mistrz olimpijski (1976)[292]
  - Nehemiah Persoff – amerykański aktor i malarz[293]
  - Jafrem Sakałou – białoruski działacz komunistyczny, I sekretarz Komunistycznej Partii Białorusi (1987–1990), członek Biura Politycznego KC KPZR (1990)[294]
  - Bjarni Tryggvason – kanadyjski astronauta[295]
  - Jimmy Wang Yu – tajwański aktor i reżyser[296]
  - Janusz Zbierajewski – polski kapitan jachtowy[297][298]
  - Jan Żołnierkiewicz – polski duchowny rzymskokatolicki, ksiądz prałat, wyróżniony tytułem „Zasłużony dla Miasta Malborka”[299]
- 4 kwietnia
  - Donald Baechler – amerykański artysta wizualny[300]
  - José Geraldo da Cruz – brazylijski duchowny katolicki, biskup Juazeiro (2003–2016)[301]
  - John McNally – irlandzki bokser, medalista olimpijski (1952)[302]
  - Joe Messina – amerykański gitarzysta[303]
  - Dietrich zur Nedden – niemiecki pisarz i publicysta[304]
  - Radi Nedełczew – bułgarski malarz naiwny[305]
  - Manuel Pescollderung – włoski narciarz[306]
  - Django Sissoko – malijski polityk, premier Mali (2012–2013)[307]
  - Petar Skansi – jugosłowiański i chorwacki koszykarz i trener, medalista olimpijski[308]
  - Branislav Šoškić – czarnogórski polityk i ekonomista, członek Czarnogórskiej Akademii Nauk i Sztuk[309]
  - Esat Zogaj – albański lekkoatleta[310]
  - Andrzej Zygmunt – polski piłkarz[311]
- 3 kwietnia
  - Ave Alavainu – estońska poetka i pisarka[312]
  - Yamina Bachir – algierska reżyserka filmowa[313]
  - June Brown – brytyjska aktorka[314]
  - Marcos Campos – wenezuelski aktor[315]
  - Jerzy Maj – polski bibliotekarz, publicysta i redaktor prasy specjalistycznej[316]
  - Snežana Nikšić – serbska aktorka[317]
  - Einar Østby – norweski biegacz narciarski, medalista olimpijski[318]
  - Magdalena Pawlik – polska działaczka opozycji w okresie PRL, dama orderów[319]
  - Pamela Rooke – brytyjska aktorka i modelka[320]
  - Wojciech Suski – polski chemik, prof. dr hab.[321]
  - Lygia Fagundes Telles – brazylijska pisarka[322]
  - Kainakary Thankaraj – indyjski aktor[323]
  - Gerda Weissmann-Klein – amerykańska działaczka społeczna, aktywistka praw człowieka, pisarka i mówczyni żydowskiego pochodzenia, ocalona z Holocaustu[324]
  - Andrzej Wiśniewski – polski trener piłkarski[325]
- 2 kwietnia
  - Vance Amory – polityk i krykiecista z Saint Kitts and Nevis, premier autonomicznej wyspy Nevis (1992–2006, 2013–2017)[326]
  - Eugene Ball – ukraiński oficer marynarki wojennej, pisarz i publicysta[327]
  - Sergio Chejfec – argentyński pisarz, pochodzenia żydowskiego[328]
  - İbrahim Gündoğan – turecki aktor[329]
  - Estelle Harris – amerykańska aktorka[330]
  - Mantas Kvedaravičius – litewski reżyser i dokumentalista[331]
  - Silvio Longobucco – włoski piłkarz[332]
  - Mirjana Majurec – jugosłowiańska i chorwacka aktorka[333]
  - Mıgırdiç Margosyan – turecki pisarz, pochodzenia ormiańskiego[334]
  - Jan Pilch – polski perkusista, prof. dr hab.[335]
  - Leonel Sánchez – chilijski piłkarz[336]
  - Janusz Styczeń – polski poeta, dramatopisarz i prozaik[337]
- 1 kwietnia
  - Zülfüqar Abbasov – azerski aktor i pisarz[338]
  - Innayya Chinna Addagatla – indyjski duchowny katolicki, biskup Nalgonda (1989–1993) i Srikakulam (1993–2018)[339]
  - Andriej Babicki – rosyjski dziennikarz i korespondent wojenny[340]
  - Ryszard Frąckiewicz – polski dyplomata, ambasador w Australii (1978–1983) i Japonii (1986–1991)[341]
  - Petre Ivănescu – rumuński piłkarz ręczny i trener[342]
  - Lech Litwora – polski samorządowiec i inżynier rolnictwa, prezydent Wodzisławia Śląskiego (1993–1995)[343]
  - Jolanta Lothe – polska aktorka[344]
  - Miladin Lukić – serbski malarz[345]
  - C.W. McCall – amerykański piosenkarz country, autor piosenek[346]
  - Nina Pieriewierziewa – rosyjska polityk[347]
  - Jurij Ruf – ukraiński pisarz i poeta[348]
  - Dejo Tunfulu – nigeryjski aktor i pisarz[349]
  - Bernarda Turno – polska muzealniczka i działaczka kulturalna, dyrektor Muzeum Historycznego w Bielsku-Białej[350]
  - Edward Włodarczyk – polski regionalista[351]
  - Edward Jezierski – polski specjalista w dziedzinie automatyce i robotyce, prof. dr hab.[352]

- data dzienna nieznana
  - Tomasz Brażewicz-Dosiółko – polski gitarzysta, członek zespołu Kombajn do Zbierania Kur po Wioskach[353]
  - Wojciech Downar – polski specjalista w zakresie organizacji i zarządzania, dr hab.[354][355]
  - Bente Hansen – duńska dziennikarka i pisarka, aktywistka feministyczna[356]
  - Franciszek Jaciubek – polski działacz państwowy i sportowy, wicewojewoda piotrkowski (1978–1991)[357]
  - Edward Przydróżny – polski specjalista w zakresie inżynierii środowiska, dr hab. inż.[358]